# Tetraonyx cuyana
Tetraonyx cuyana là một loài bọ cánh cứng trong họ Meloidae. Loài này được Selander & Selander miêu tả khoa học năm 1993.